# Покровка (Акбулакский район)
Покро́вка — село в Акбулакском районе Оренбургской области. Административный центр Мичуринского сельсовета.

## География
Село находится на расстоянии 9 км (по прямой) к северо-востоку от посёлка городского типа Акбулак, административного центра района.

### Часовой пояс
Село Покровка, как и вся Оренбургская область, находится в часовой зоне МСК+2. Смещение применяемого времени относительно UTC составляет +5:00.

## Население
| 2010 |
| ---- |
| 389  |

## Улицы
| - ул. Белая, - ул. Ветеранов, - ул. Индустриальная, - ул. Молодёжная, | - ул. Овражная, - ул. Садовая, - ул. Центральная, - ул. Школьная. |